# ドイツ収容所売春宿
ドイツ収容所売春宿（英語: German camp brothels in World War II, ドイツ語: Lagerbordell）では第二次世界大戦中、ナチス・ドイツによって強制収容所内に運営された囚人向け売春宿について記述する。将兵用の売春宿についてはドイツ軍将兵用売春宿を参照。日本国内では慰安婦との関連で「Bordell」を慰安所と訳す。
生産性向上を目的としてハインリヒ・ヒムラーが発案した報奨制度の一環として設置され、被害女性の数は210人と推定されている。生産性の向上は認められず、代わりに女性を巡って囚人間で闇市場が形成された。

## 設置
ロベルト・ゾンマーによれば、この強制売春施設はハインリヒ・ヒムラーがソ連のラーゲリ強制労働所における報奨制度にならって強制労働の生産性を向上させるために構想された。ゲシュタポは1942年6月にオーストリア、ドイツ、ポーランドの強制収容所などに13の強制売春施設を建設した。そのうち9カ所が囚人専用、4カ所は収容所警備のウクライナ人親衛隊員専用であった。
設置にあたっては「囚人のための特別施設」(Häftlingssonderbau)または「女達の家」(Frauenhaus)といった婉曲表現が用いられた。
施設は通常、有刺鉄線で囲われたバラックとして建てられ、小さな個室に20人ばかりの女性が女性看守によって管理されていた。彼女らは疾患と消耗、また囚人間の親密な交友を防ぐため頻繁に交換された。

## 運営
ユダヤ人の利用は許可せず、また親衛隊の利用も禁止されていた。実際に売春宿を利用した囚人はドイツ人およびポーランド人の、特権を持つ囚人がほとんどであった。彼らはあらかじめ登録し決まったスケジュールのもと2ライヒスマルクと引き換えに"サービス"を受けた。取り分は女性が0.45、警護の囚人が0.05、親衛隊が1.50となっている。後に報奨制度の改定に伴って、1ライヒスマルクに減額されている。p,46"引換券"の市場は常に囚人ヒエラルキーの上層の者によって買い占められた。(すなわちグリーンマン支配） いくつかの売春宿において女性たちが胸に"Feld-Hure"（野戦売春婦）と刻印されていたという証拠がある。（論争はあり）

## 女性たち
被害女性の数は210人と推計され、114人がドイツ人、46人がポーランド人であった。この実証研究によって、これまで流布した「ナチスがユダヤ人女性を強制売春させた」ということには根拠がなくなった。女性たちの平均滞在期間は10ヶ月で、最長34ヶ月であった。食料は親衛隊員待遇で豊富であった。毎晩2時間、6人〜8人の男性囚人を規則に従って受け入れた。
強制消毒、強制中絶の対象となる者もおり、結果として死亡することもあった。
強制売春に従事する決断をある被害者はこう語る。

"あなたがもし当時のビルケナウに居たとして、「指を4本切り落とせば自由にしてやる」と言われたら従ったでしょう。賭けてもいい"p,48
ロシア人のNina Michailovnaは「私たちの区画のある女が選ばれたと知って、みんなでその子を捕まえて毛布の上からひどく殴りつけ、動けないようにした。彼女がその後回復したかはわからない。少しでもマシな暮らしをしたかっただけなのに。それを私たちはそんな風に罰したのです。」と回想している

## 同性愛者の囚人たちと収容所売春宿
ハインリヒ・ヒムラーは売春宿を「治療」と称して同性愛者の矯正のためにも利用した。ハインツ・ヘーガーはヒムラーが彼らにその同性愛的性質を治すために売春宿を週に一度利用するように指示したとしている。

## 戦後
収容所内売春という事柄は、オイゲン・コゴンの『親衛隊国家』、ヘルマン・ラングバインの『アウシュヴィッツの人間』、1972年のハインツ・ヘーガー(en:Heinz Heger)の初の著作などによって仄めかされていた。しかしながら女性研究者が沈黙を破る90年代中ごろまでは、戦後の英雄も当時囚人であった事などから、ナチズムの研究においてタブー視されていた。
1994年にクリスタ・パウルが『ナチズムと強制売春』を、2009年にロベルト・ゾンマー(Robert Sommer)が『Das KZ-Bordell: sexuelle Zwangsarbeit in nationalsozialistischen Konzentrationslagern. (強制収容所の売春施設：ナチス強制収容所での性的強制労働』(Paderborn)を発表した。

彼女ら"非社会的"とされて収容された者たちが国家社会主義体制の被害者として正式に認知されるようになったのは1990年代に入ってからのことである。p,55